# Minus (プログラミング言語)
Minus（マイナス）は、プログラミング言語の1つであり、難解プログラミング言語に分類されるものである。

## 概要
この言語は減算のみにもとづいている。この言語は減算と無限の長さを持つ配列によって成り立っている。これらによってチューリング完全をなしているが、ユーザーとのインタラクションを可能にする入出力関数群も備えている。この言語に変数は存在しない。
Minus言語の目的は実用ではないため、この言語は難解なプログラミング言語になっている。実用的な普通の言語にあるようなデータ型や明示的なコメントが存在しないというのがこの言語の大きな特徴である。この言語に唯一存在するデータは配列だけである。
Minus言語の処理系の実装は色々なプログラミング言語で行われている。小さいものだと165バイトになる。

## 例
Hello worldの例を以下に示す。
```
o-=184
o-=155
o-=148
o-=148
o-=145
o-=212
o-=224
o-=137
o-=145
o-=142
o-=148
o-=156
o-=223

```